# Pandoro

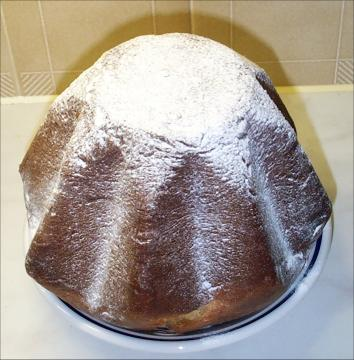
Pandoro

O "Pandoro" é um bolo italiano comido como sobremesa especialmente depois do jantar de Natal. Geralmente apresenta formato de tronco de uma estrela de oito pontas (apresentando um formato estrelado visto de cima) e decorado com açúcar de confeiteiro, simbolizando a neve nos alpes italianos durante o Natal. O nome Pandoro vem de "Pan d'Oro", ou pão de ouro.
Diferentemente do panetone, pão natalino de origem milanesa, o pandoro não contém frutas cristalizadas, possui uma massa mais amanteigada e sabor a baunilha.

## História
Pandoro já foi descrito no século XVIII. O bolo foi encontrado nos círculos superiores de Veneza. Um século depois, tornou-se a especialidade de Verona, onde a receita foi refinada. Em 30 de outubro 1894, Domenico Melegatti recebeu uma patente sobre o procedimento de usinagem de Pandoro.
Antes do século XVIII, o Pandoro ou outros bolos eram feitos de farinha, ovos, açúcar e manteiga apenas para pessoas ricas. As pessoas simples só comiam pão escuro. 
O bolo pode ser de cor clara, mas passas ou outros frutos secos também podem ser adicionados. Com frutas, o bolo é chamado Panettone, uma especialidade de Milão.